# Microsoft Entertainment Pack
Das Microsoft Windows Entertainment Pack (WEP) ist eine Sammlung einfacher Logik-Computerspiele für Microsoft Windows 3.x. Insgesamt wurden vier Teile des Entertainment Pack, eine Best-of- und eine Puzzlespielsammlung veröffentlicht. Weiterhin veröffentlichte Microsoft eine reduzierte Variante seiner Puzzlesammlung für die tragbare Spielkonsole Game Boy Color von Nintendo. Das Spielemagazin Computer Gaming World bezifferte die Verkaufszahlen der Entertainment Packs 1–3 in seiner Septemberausgabe 1999 auf 500.000 Kopien und bezeichnete sie als führendes Produkt im Bereich der simplen Computerspiele (engl.: gaming lite category).

## Übersicht der Spiele

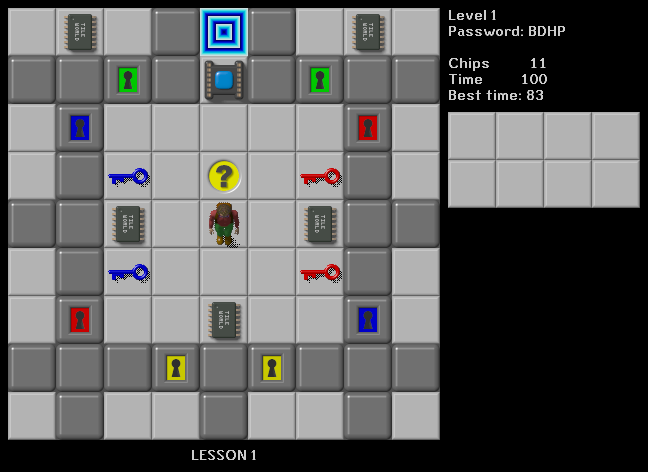
Freier Chip's-Challenge-Emulator Tile World

Folgende Spiele waren in den originalen Teilen des Microsoft Windows Entertainment Pack enthalten:
Microsoft Entertainment Pack for Windows (1990)
- Cruel
- Golf (Patience)
- IdleWild (Bildschirmschoner-Sammlung)
- Minesweeper
- Pegged
- Taipei
- Tetris (Version für Windows)
- TicTactics (erweitertes Tic-Tac-Toe Spiel)

Microsoft Entertainment Pack 2 (1991)
- Pipe Dream (von LucasArts)
- FreeCell (Patience)
- IdleWild (Bildschirmschoner-Sammlung)
- Jigsawed (Bilderpuzzle-Spiel)
- Rattler Race
- Rodent's Revenge
- Tut’s Tomb (Patience)
- Stones

Microsoft Entertainment Pack 3 (1991)
- Fuji Golf (einfache Golf-Simulation)
- Klotski (Puzzle)
- Life Genesis (Umsetzung von Conways Spiel des Lebens)
- SkiFree
- Tetravex
- TriPeaks (Patience)
- WordZap (Wortspiel)

Microsoft Entertainment Pack 4 (1992)
- Chess (Schachspiel)
- Chip’s Challenge
- Dr. Black Jack (Kartenspiel)
- Go Figure!
- JezzBall
- Maxwell’s Maniac
- Tic Tac Drop (Vier-Gewinnt)

The Best of Microsoft Entertainment Pack (1994)
- Chip’s Challenge
- Dr. Black Jack
- Freecell
- Golf
- JezzBall
- Pipe Dream
- Rodent's Revenge
- Ski Free
- Taipei
- TetraVex
- Tetris
- TriPeaks
- Tut’s Tomb

Microsoft Entertainment Pack: The Puzzle Collection (1997)
- Charmer
- Color Collision
- Fringer
- Finty Flush
- Jewel Chase
- Lineup
- Mixed Genetics
- Muddled Casino
- Rat Poker
- Spring Weekend

Microsoft Puzzle Collection Entertainment Pack (Game Boy Color) (2000)
- Color Collision
- Finty Flush
- Jewel Chase
- Lineup
- Rat Poker
- Spring Weekend